# Эндеида
Эндеида (др.-греч. Ἐνδηΐς) — в греческой мифологии жена Эака и мать Теламона и Пелея. Эндеида была дочерью либо кентавра Хирона и нимфы Харикло, или Скирона из Мегары. В последнем случае её матерью была Харикло или дочь Пандиона Афинского.
Эндеида ненавидела своего пасынка Фока (сына Эака и нереиды Псамафы) и желала ему смерти. Считается, что Теламон и Пелей завидовали Фоку, потому что он отличался силой и ловкостью в спортивных состязаниях. Они тянули жребий, и убить Фока, своего сводного брата, выпало Теламону. Это удалось сделать хитростью во время пятиборья, в котором Теламон и Пелей убедили его участвовать. Во время метания диска Теламон бросил не диск, а большой камень и как будто нечаянно попал им в Фока. Фок был убит. Теламон и Пелей спрятали его тело, но вскоре правда открылась, и Эак изгнал своих сыновей с острова Эгина.
За убийство своего сына Псамафа наслала на стада Пелея чудовищного болотного волка. Фетида умолила Псамафу унять гнев, и волк вместе с одним из зарезанных им быков был превращён в мраморную глыбу.